# ويلسون ألفاريز
ويلسون ألفاريز (بالإسبانية: Wilson Álvarez)‏ هو لاعب كرة قاعدة كولومبي، ولد في 24 مارس 1970 في ماراكايبو في فنزويلا.

## وصلات خارجية
- ويلسون ألفاريز على موقع دوري كرة القاعدة الرئيسي (الإنجليزية)
- ويلسون ألفاريز على موقعبيزبول رفرنس.كوم (الدوري الرئيسي) (الإنجليزية)
- ويلسون ألفاريز على موقعبيزبول رفرنس.كوم (الدوري الثانوي) (الإنجليزية)
- ويلسون ألفاريز على موقع إي إس بي إن.كوم (أم.أل.بي) (الإنجليزية)
- ويلسون ألفاريز على موقع مشجعي الرسوم البيانية (الإنجليزية)